# Njiulujaure
Njiulujaure är en sjö i Kiruna kommun i Lappland och ingår i Torneälvens huvudavrinningsområde. Sjön har en area på 0,0905 kvadratkilometer och ligger 594,2 meter över havet. Njiulujaure ligger i Torne och Kalix älvsystem Natura 2000-område. Sjön avvattnas av vattendraget Njiulujoki.

## Delavrinningsområde
Njiulujaure ingår i det delavrinningsområde (762016-172608) som SMHI kallar för Mynnar i Njiulujåkkå. Medelhöjden är 630 meter över havet och ytan är 20,27 kvadratkilometer. Det finns inga avrinningsområden uppströms utan avrinningsområdet är högsta punkten. Njiulujoki som avvattnar avrinningsområdet har biflödesordning 5, vilket innebär att vattnet flödar genom totalt 5 vattendrag innan det når havet efter 442 kilometer. Avrinningsområdet består mestadels av skog (24 procent) och kalfjäll (76 procent). Avrinningsområdet har 0,09 kvadratkilometer vattenytor vilket ger det en sjöprocent på 0,4 procent.